# Grand Prix Bahrajnu 2016
Grand Prix Bahrajnu 2016 (oficjalnie 2016 Formula 1 Gulf Air Bahrain Grand Prix) – druga eliminacja Mistrzostw Świata Formuły 1 w sezonie 2016. Grand Prix odbyło się w dniach 1–3 kwietnia 2016 roku na torze Bahrain International Circuit w Sakhir.

## Lista startowa
Źródło: Wyprzedź Mnie!
| Nr | Kierowca          | Zespół                        | Samochód               | Silnik                         | Opony |
| -- | ----------------- | ----------------------------- | ---------------------- | ------------------------------ | ----- |
| 3  | Daniel Ricciardo  | Red Bull Racing               | Red Bull RB12          | TAG Heuer 1.6T V6              | P     |
| 5  | Sebastian Vettel  | Scuderia Ferrari              | Ferrari SF16-H         | Ferrari 059/5 1.6T V6          | P     |
| 6  | Nico Rosberg      | Mercedes AMG Petronas F1 Team | Mercedes F1 W07 Hybrid | Mercedes PU106C Hybrid 1.6T V6 | P     |
| 7  | Kimi Räikkönen    | Scuderia Ferrari              | Ferrari SF16-H         | Ferrari 059/5 1.6T V6          | P     |
| 8  | Romain Grosjean   | Haas F1 Team                  | Haas VF-16             | Ferrari 059/5 1.6T V6          | P     |
| 9  | Marcus Ericsson   | Sauber F1 Team                | Sauber C35             | Ferrari 059/5 1.6T V6          | P     |
| 11 | Sergio Pérez      | Sahara Force India F1 Team    | Force India VJM09      | Mercedes PU106C Hybrid 1.6T V6 | P     |
| 12 | Felipe Nasr       | Sauber F1 Team                | Sauber C35             | Ferrari 059/5 1.6T V6          | P     |
| 19 | Felipe Massa      | Williams Martini Racing       | Williams FW38          | Mercedes PU106C Hybrid 1.6T V6 | P     |
| 20 | Kevin Magnussen   | Renault Sport Formula 1 Team  | Renault R.S.16         | Renault RE16 1.6T V6           | P     |
| 21 | Esteban Gutiérrez | Haas F1 Team                  | Haas VF-16             | Ferrari 059/5 1.6T V6          | P     |
| 22 | Jenson Button     | McLaren Honda                 | McLaren MP4-31         | Honda RA616H 1.6T V6           | P     |
| 26 | Daniił Kwiat      | Red Bull Racing               | Red Bull RB12          | TAG Heuer 1.6T V6              | P     |
| 27 | Nico Hülkenberg   | Sahara Force India F1 Team    | Force India VJM09      | Mercedes PU106C Hybrid 1.6T V6 | P     |
| 30 | Jolyon Palmer     | Renault Sport Formula 1 Team  | Renault R.S.16         | Renault RE2016 1.6T V6         | P     |
| 33 | Max Verstappen    | Scuderia Toro Rosso           | Toro Rosso STR11       | Ferrari 059/4 1.6T V6          | P     |
| 34 | Alfonso Celis     | Sahara Force India F1 Team    | Force India VJM09      | Mercedes PU106C Hybrid 1.6T V6 | P     |
| 44 | Lewis Hamilton    | Mercedes AMG Petronas F1 Team | Mercedes F1 W07 Hybrid | Mercedes PU106C Hybrid 1.6T V6 | P     |
| 47 | Stoffel Vandoorne | McLaren Honda                 | McLaren MP4-31         | Honda RA616H 1.6T V6           | P     |
| 55 | Carlos Sainz Jr.  | Scuderia Toro Rosso           | Toro Rosso STR11       | Ferrari 059/4 1.6T V6          | P     |
| 77 | Valtteri Bottas   | Williams Martini Racing       | Williams FW37          | Mercedes PU106C Hybrid 1.6T V6 | P     |
| 88 | Rio Haryanto      | Manor Racing MRT              | Manor MRT05            | Mercedes PU106C Hybrid 1.6T V6 | P     |
| 94 | Pascal Wehrlein   | Manor Racing MRT              | Manor MRT05            | Mercedes PU106C Hybrid 1.6T V6 | P     |
| Nr | Kierowca          | Zespół                        | Samochód               | Silnik                         | Opony |

## Wyniki

### Sesje treningowe
Źródło: Wyprzedź Mnie!
| Sesja | Nr | Kierowca         | Konstruktor | Czas     | Okr. |
| ----- | -- | ---------------- | ----------- | -------- | ---- |
| 1     | 6  | Nico Rosberg     | Mercedes    | 1:32,294 | 24   |
| 2     | 6  | Nico Rosberg     | Mercedes    | 1:31,001 | 38   |
| 3     | 5  | Sebastian Vettel | Ferrari     | 1:31,683 | 22   |

### Kwalifikacje
Źródło: Wyprzedź Mnie!
| Poz. | Nr | Kierowca          | Konstruktor          | Q1       | Q2       | Q3       | Poz. s. |
| --- | --- | ----------------- | -------------------- | -------- | -------- | -------- | ------- |
| 1 | 44 | Lewis Hamilton    | Mercedes             | 1:31,391 | 1:30,039 | 1:29,493 | 1       |
| 2 | 6 | Nico Rosberg      | Mercedes             | 1:31,325 | 1:30,535 | 1:29,570 | 2       |
| 3 | 5 | Sebastian Vettel  | Ferrari              | 1:31,636 | 1:30,409 | 1:30,012 | 3       |
| 4 | 7 | Kimi Räikkönen    | Ferrari              | 1:31,685 | 1:30,559 | 1:30,244 | 4       |
| 5 | 3 | Daniel Ricciardo  | Red Bull–TAG Heuer   | 1:31,403 | 1:31,122 | 1:30,854 | 5       |
| 6 | 77 | Valtteri Bottas   | Williams–Mercedes    | 1:31,672 | 1:30,931 | 1:31,153 | 6       |
| 7 | 19 | Felipe Massa      | Williams–Mercedes    | 1:32,045 | 1:31,374 | 1:31,155 | 7       |
| 8 | 27 | Nico Hülkenberg   | Force India–Mercedes | 1:31,987 | 1:31,604 | 1:31,620 | 8       |
| 9 | 8 | Romain Grosjean   | Haas–Ferrari         | 1:32,005 | 1:31,756 | –        | 9       |
| 10 | 33 | Max Verstappen    | Toro Rosso–Ferrari   | 1:31,888 | 1:31,772 | –        | 10      |
| 11 | 55 | Carlos Sainz Jr.  | Toro Rosso–Ferrari   | 1:31,716 | 1:31,816 | –        | 11      |
| 12 | 47 | Stoffel Vandoorne | McLaren–Honda        | 1:32,472 | 1:31,934 | –        | 12      |
| 13 | 21 | Esteban Gutiérrez | Haas–Ferrari         | 1:32,118 | 1:31,945 | –        | 13      |
| 14 | 22 | Jenson Button     | McLaren–Honda        | 1:31,976 | 1:31,998 | –        | 14      |
| 15 | 26 | Daniił Kwiat      | Red Bull–TAG Heuer   | 1:32,559 | 1:32,241 | –        | 15      |
| 16 | 94 | Pascal Wehrlein   | MRT–Mercedes         | 1:32,806 | –        | –        | 16      |
| 17 | 9 | Marcus Ericsson   | Sauber–Ferrari       | 1:32,840 | –        | –        | 17      |
| 18 | 11 | Sergio Pérez      | Force India–Mercedes | 1:32,911 | –        | –        | 18      |
| 19 | 20 | Kevin Magnussen   | Renault              | 1:33,181 | –        | –        | PIT     |
| 20 | 30 | Jolyon Palmer     | Renault              | 1:33,438 | –        | –        | 19      |
| 21 | 88 | Rio Haryanto      | MRT–Mercedes         | 1:34,190 | –        | –        | 20      |
| 22 | 12 | Felipe Nasr       | Sauber–Ferrari       | 1:34,388 | –        | –        | 21      |
| Poz. | Nr | Kierowca          | Konstruktor          | Q1       | Q2       | Q3       | Poz. s. |
| \| Legenda \| Legenda \| \| ------------------------ \| ---------------------------------------------------------------------------------------------------------------------------------------------------------------------------------------------------------------------------------------------------------------- \| \| Poz. Nr Q1 Q2 Q3 Poz. s. \| Pozycja zajęta w sesji kwalifikacyjnej Numer startowy kierowcy Wynik uzyskany w pierwszej części kwalifikacji Wynik uzyskany w drugiej części kwalifikacji Wynik uzyskany w trzeciej części kwalifikacji Pozycja startowa po uwzględnięniu kar, przesunięć, itp. \| | |                   |                      |          |          |          |         |
| Legenda | |                   |                      |          |          |          |         |
| Poz. Nr Q1 Q2 Q3 Poz. s. | Pozycja zajęta w sesji kwalifikacyjnej Numer startowy kierowcy Wynik uzyskany w pierwszej części kwalifikacji Wynik uzyskany w drugiej części kwalifikacji Wynik uzyskany w trzeciej części kwalifikacji Pozycja startowa po uwzględnięniu kar, przesunięć, itp. |                   |                      |          |          |          |         |

### Wyścig

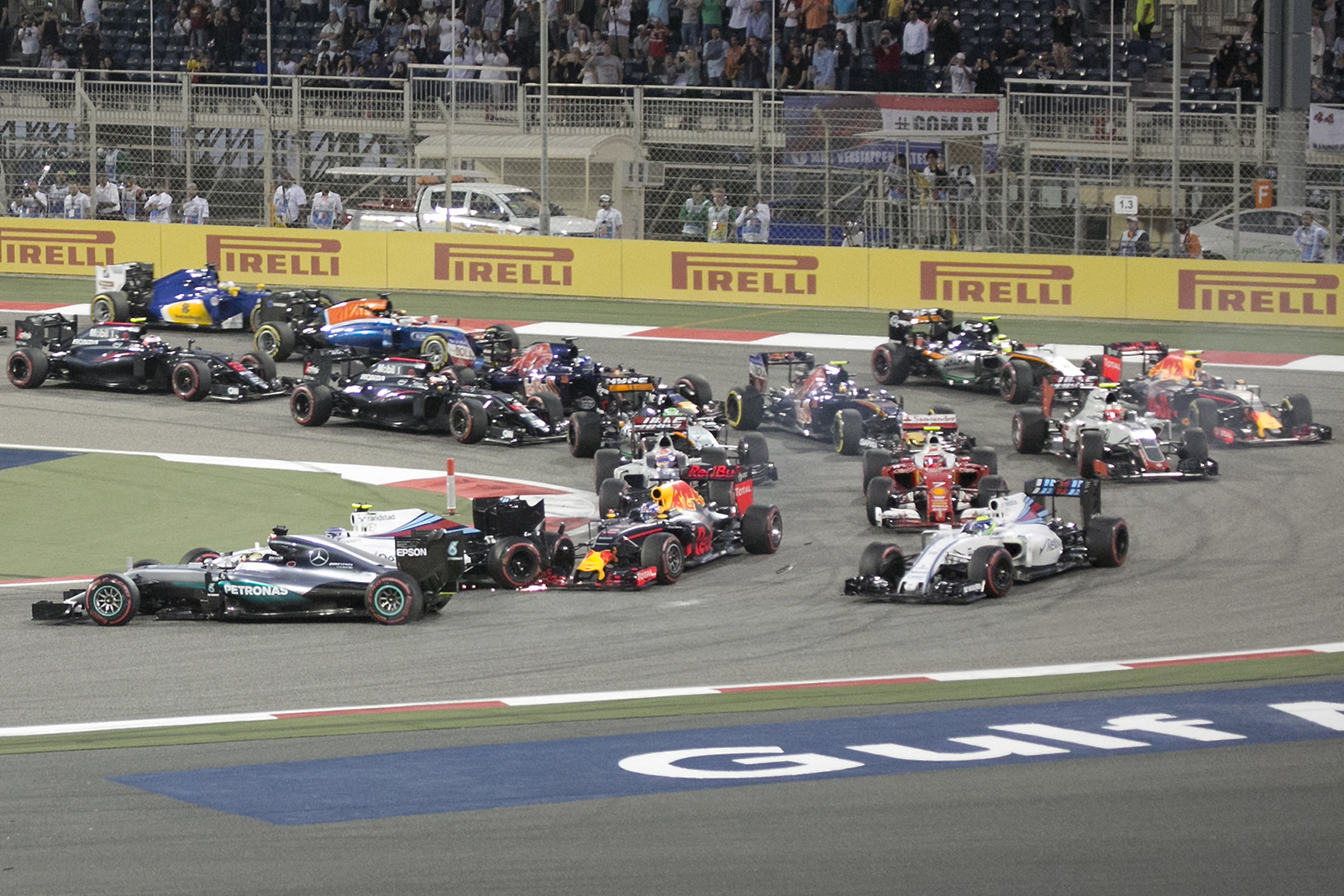
Bolidy po starcie wyścigu

Źródło: Wyprzedź Mnie!
| P                                                     | + / – | Nr | Kierowca          | Konstruktor          | Okr. | Czas / Strata | Komentarz             |
| ----------------------------------------------------- | ----- | -- | ----------------- | -------------------- | ---- | ------------- | --------------------- |
| 1                                                     | 1     | 6  | Nico Rosberg      | Mercedes             | 57   | 1h33m34,696   |                       |
| 2                                                     | 2     | 7  | Kimi Räikkönen    | Ferrari              | 57   | +0:10,282     |                       |
| 3                                                     | 2     | 44 | Lewis Hamilton    | Mercedes             | 57   | +0:30,148     |                       |
| 4                                                     | 1     | 3  | Daniel Ricciardo  | Red Bull–TAG Heuer   | 57   | +1:02,494     |                       |
| 5                                                     | 4     | 8  | Romain Grosjean   | Haas–Ferrari         | 57   | +1:18,299     |                       |
| 6                                                     | 4     | 33 | Max Verstappen    | Toro Rosso–Ferrari   | 57   | +1:22,929     |                       |
| 7                                                     | 8     | 26 | Daniił Kwiat      | Red Bull–TAG Heuer   | 56   | +1 okr.       |                       |
| 8                                                     | 1     | 19 | Felipe Massa      | Williams–Mercedes    | 56   | +1 okr.       |                       |
| 9                                                     | 3     | 77 | Valtteri Bottas   | Williams–Mercedes    | 56   | +1 okr.       |                       |
| 10                                                    | 2     | 47 | Stoffel Vandoorne | McLaren–Honda        | 56   | +1 okr.       |                       |
| 11                                                    | 11    | 20 | Kevin Magnussen   | Renault              | 56   | +1 okr.       |                       |
| 12                                                    | 5     | 9  | Marcus Ericsson   | Sauber–Ferrari       | 56   | +1 okr.       |                       |
| 13                                                    | 3     | 94 | Pascal Wehrlein   | MRT–Mercedes         | 56   | +1 okr.       |                       |
| 14                                                    | 7     | 12 | Felipe Nasr       | Sauber–Ferrari       | 56   | +1 okr.       |                       |
| 15                                                    | 7     | 27 | Nico Hülkenberg   | Force India–Mercedes | 56   | +1 okr.       |                       |
| 16                                                    | 2     | 11 | Sergio Pérez      | Force India–Mercedes | 56   | +1 okr.       |                       |
| 17                                                    | 3     | 88 | Rio Haryanto      | MRT–Mercedes         | 56   | +1 okr.       |                       |
| Niesklasyfikowani                                     |       |    |                   |                      |      |               |                       |
|                                                       |       | 55 | Carlos Sainz Jr.  | Toro Rosso–Ferrari   | 29   | +28 okr.      | uszkodzenia z kolizji |
|                                                       |       | 21 | Esteban Gutiérrez | Haas–Ferrari         | 9    | +48 okr.      | hamulce               |
|                                                       |       | 22 | Jenson Button     | McLaren–Honda        | 6    | +51 okr.      | system hybrydowy      |
| Nie wystartowali / niedopuszczeni do ponownego startu |       |    |                   |                      |      |               |                       |
|                                                       |       | 5  | Sebastian Vettel  | Ferrari              |      |               | silnik                |
|                                                       |       | 30 | Jolyon Palmer     | Renault              |      |               | hydraulika            |
| P                                                     | + / – | Nr | Kierowca          | Konstruktor          | Okr. | Czas / Strata | Komentarz             |

### Najszybsze okrążenie
Źródło: Wyprzedź Mnie!
| Nr | Kierowca     | Konstruktor | Czas     | Okr. |
| -- | ------------ | ----------- | -------- | ---- |
| 6  | Nico Rosberg | Mercedes    | 1:34,482 | 41   |

## Prowadzenie w wyścigu
Źródło: Racing–Reference.info
| Nr                              | Kierowca       | Okrążenia   | Suma |
| ------------------------------- | -------------- | ----------- | ---- |
| 6                               | Nico Rosberg   | 1-39, 41-57 | 56   |
| 44                              | Lewis Hamilton | 40          | 1    |
| \| Wykres \| \| ------ \| \| \| |                |             |      |
| Wykres                          |                |             |      |
|                                 |                |             |      |

## Klasyfikacja po zakończeniu wyścigu

### Kierowcy
| P                 | +/− | Kierowca          | Starty | Punkty | P1 | P2 | P3 | PP | NO | NS |
| ----------------- | --- | ----------------- | ------ | ------ | -- | -- | -- | -- | -- | -- |
| 1                 | 0   | Nico Rosberg      | 2      | 50     | 2  | –  | –  | –  | 1  | –  |
| 2                 | 0   | Lewis Hamilton    | 2      | 33     | –  | 1  | 1  | 2  | –  | –  |
| 3                 | +1  | Daniel Ricciardo  | 2      | 33     | –  | –  | –  | –  | 1  | –  |
| 4                 | N   | Kimi Räikkönen    | 2      | 18     | –  | 1  | –  | –  | –  | 1  |
| 5                 | +1  | Romain Grosjean   | 2      | 18     | –  | –  | –  | –  | –  | –  |
| 6                 | −3  | Sebastian Vettel  | 1      | 15     | –  | –  | 1  | –  | –  | –  |
| 7                 | −2  | Felipe Massa      | 2      | 14     | –  | –  | –  | –  | –  | –  |
| 8                 | +2  | Max Verstappen    | 2      | 9      | –  | –  | –  | –  | –  | –  |
| 9                 | −2  | Nico Hülkenberg   | 2      | 6      | –  | –  | –  | –  | –  | –  |
| 10                | N   | Daniił Kwiat      | 1      | 6      | –  | –  | –  | –  | –  | –  |
| 11                | −3  | Valtteri Bottas   | 2      | 6      | –  | –  | –  | –  | –  | –  |
| 12                | −3  | Carlos Sainz Jr.  | 2      | 2      | –  | –  | –  | –  | –  | 1  |
| 13                | N   | Stoffel Vandoorne | 1      | 1      | –  | –  | –  | –  | –  | –  |
| 14                | −2  | Kevin Magnussen   | 2      | 0      | –  | –  | –  | –  | –  | –  |
| 15                | −4  | Jolyon Palmer     | 1      | 0      | –  | –  | –  | –  | –  | –  |
| 16                | N   | Marcus Ericsson   | 2      | 0      | –  | –  | –  | –  | –  | 1  |
| 17                | −4  | Sergio Pérez      | 2      | 0      | –  | –  | –  | –  | –  | –  |
| 18                | −2  | Pascal Wehrlein   | 2      | 0      | –  | –  | –  | –  | –  | –  |
| 19                | −4  | Felipe Nasr       | 2      | 0      | –  | –  | –  | –  | –  | –  |
| 20                | −6  | Jenson Button     | 2      | 0      | –  | –  | –  | –  | –  | 1  |
| 21                | N   | Rio Haryanto      | 2      | 0      | –  | –  | –  | –  | –  | 1  |
| Niesklasyfikowani |     |                   |        |        |    |    |    |    |    |    |
|                   |     | Esteban Gutiérrez | 2      | –      | –  | –  | –  | –  | –  | 2  |
|                   |     | Fernando Alonso   | 1      | –      | –  | –  | –  | –  | –  | 1  |
| P                 | +/− | Kierowca          | Starty | Punkty | P1 | P2 | P3 | PP | NO | NS |

### Konstruktorzy
| P  | +/− | Konstruktor               | Starty | Punkty | P1 | P2 | P3 | PP | NO | NS |
| -- | --- | ------------------------- | ------ | ------ | -- | -- | -- | -- | -- | -- |
| 1  | 0   | Mercedes                  | 4      | 83     | 2  | 1  | 1  | 2  | 1  | –  |
| 2  | 0   | Ferrari                   | 3      | 33     | –  | 1  | 1  | –  | –  | 1  |
| 3  | +1  | Red Bull Racing TAG Heuer | 3      | 30     | –  | –  | –  | –  | 1  | –  |
| 4  | −1  | Williams Mercedes         | 4      | 20     | –  | –  | –  | –  | –  | –  |
| 5  | 0   | Haas Ferrari              | 4      | 18     | –  | –  | –  | –  | –  | 2  |
| 6  | +1  | Toro Rosso Ferrari        | 4      | 11     | –  | –  | –  | –  | –  | 1  |
| 7  | −1  | Force India Mercedes      | 4      | 6      | –  | –  | –  | –  | –  | –  |
| 8  | +1  | McLaren Honda             | 4      | 1      | –  | –  | –  | –  | –  | 2  |
| 9  | −1  | Renault                   | 3      | 0      | –  | –  | –  | –  | –  | –  |
| 10 | 0   | Sauber Ferrari            | 4      | 0      | –  | –  | –  | –  | –  | 1  |
| 11 | 0   | MRT Mercedes              | 4      | 0      | –  | –  | –  | –  | –  | 1  |
| P  | +/− | Konstruktor               | Starty | Punkty | P1 | P2 | P3 | PP | NO | NS |